# Коньшино (Смоленская область)
Коньшино — деревня в Угранском районе Смоленской области России. Входит в состав Вёшковского сельского поселения.
Расположена в юго-восточной части области в 22 км к северо-востоку от Угры, в 2,5 км севернее автодороги Р132 Вязьма — Калуга — Тула — Рязань, на берегу реки Бреход. В 10 км северо-западнее от деревни находится железнодорожная станция Волоста-Пятница на линии Торжок-Брянск.
Население — 17 жителей (около 2013 года).

## История
В годы Великой Отечественной войны деревня была оккупирована гитлеровскими войсками в октябре 1941 года, освобождена в марте 1943 года.